# Montpensier (grevskap)
Montpensier var ett franskt grevskap Puy-de-Dôme, uppkallat efter byn Montpensier.
Från 1400-talet tillhörde det en gren av huset Bourbon, Bourbon-Montpensier. Till denna gren hörde konnetabeln Charles III, hertig av Bourbon, från vilken det 1521 indrogs till kronan. Senare innehades det som hertigdöme av en yngre gren Bourbon-Montpensier, vars sista ättling Maria av Montpensier blev gift med Ludvig XIII:s bror Gaston. Deras dotter Anne Marie Louise av Orléans avled ogift och ärvdes av sin kusin Filip II av Orléans, av vars ättlingar flera burit titeln hertig av Montpensier, däribland Antoine av Orléans, hertig av Montpensier.